# 1689년
1689년은 토요일로 시작하는 평년이다.

## 연호
- 청(淸) 강희(康熙) 28년
- 일본(日本) 겐로쿠(元禄) 2년
- 후 레 왕조(後黎朝) 찐호아(正和) 10년

## 기년
- 류큐(琉球) 쇼테이왕(尚貞王) 21년
- 청(淸) 성조 강희제(聖祖 康熙帝) 28년
- 조선(朝鮮) 숙종(肅宗) 15년
- 후 레 왕조(後黎朝) 희종(熙宗) 14년

## 사건
- 존 로크 <통치론> 발표
- 8월 27일 - 네르친스크 조약 - 청나라와 러시아 제국 사이에 체결된 조약이다.
- 10월 6일 - 교황 알렉산데르 8세, 241대 로마 교황 취임.
- 12월 16일 - 메리 2세와 윌리엄 3세가 권리장전을 승인하여 반포됨.
- 기사환국 - 인현왕후가 폐위되고 희빈 장씨가 왕비에 책봉되다.

## 탄생
- 1월 18일 - 프랑스의 정치사상가 몽테스키외. (~1755년)

### 미상
- 조선의 문신 송인명. (~1746년)

## 사망
- 2월 12일 - 스페인의 왕비 마리루이즈 도를레앙. (1662년~)
- 7월 19일 - 조선의 문신 송시열. (1607년~)
- 8월 12일 - 제240대 로마의 교황 교황 인노첸시오 11세. (1611년~)